# أدريانو لوز
أدريانو لوز (بالبرتغالية: Adriano Luz‏) هو ممثل برتغالي، ولد في 9 أبريل 1959 في البرتغال.

## وصلات خارجية
- أدريانو لوز على موقع IMDb (الإنجليزية)
- أدريانو لوز على موقع قاعدة بيانات الفيلم (الإنجليزية)